# Václav Krahulík
Václav Krahulík (31. prosince 1966 Ústí nad Labem) je český klavírista, hudební skladatel, muzikolog, hudební pedagog a organizátor hudebního dění.

## Život
Vystudoval Konzervatoř Teplice ve třídě Jaroslava Čermáka a AMU ve třídě Pavla Štěpána. Stal se laureátem soutěží Fryderyka Chopina v Mariánských lázních (1983), Bedřicha smetany v Hradci Králové (1986) a Ludwiga van Beethovena v Hradci nad Moravicí (1989). Zde dostal cenu za nejlepší provedení soudobé skladby (Václav Krahulík – Sonata in Fis). V letech 1990 – 2003 působil na konzervatoři v Teplicích a od roku 1995 vyučuje na Univerzitě Jana Evangelisty Purkyně v Ústí nad Labem. Několikrát získal ocenění jako korepetitor (Soutěž konzervatoří v Teplicích 1997, Beethovenův Hradec 1997 a soutěž pedagogických fakult v Plzni 2006). Nahrál dva kompaktní disky s hudbou Miloše Boka, Ference Liszta, Jeana-Gasparda Páleníčka a s vlastními skladbami.

## Dílo

### Hudební díla
- Etuda Titan (1983)
- Sonáta Svět ticha (1984)
- Fantazie a Fuga na téma BACH (1985)
- Sonáta in Fis (1986)
- Etudy in Jazz (1986–2010)

### Literární díla
- Souvislosti mezi filozofií, uměním a kulturou (in: Sborník UJEP, Ústí nad Labem 2000).
- Hledání přelomu evropského hudebního myšlení (v širších souvislostech) v období mezi pozdním romantismem a modernismem (in: Sborník Univerzity Mateja Bela, Banská Bystrica 2004, od s. 5).
- Impresionistické tendence v hudbě Ference Liszta (in: Sborník UJEP, Ústí nad Labem 2009, od s. 15).
- Celotónová stupnice jako významný činitel v potlačování funkčně kadenčního systému v hudbě Ference Liszta (in: Sborník UJEP, Ústí nad Labem 2010).
- Impresionistické a atonální tendence v hudbě Ference Liszta – anticipace harmonických jevů 20. století (Ústí nad Labem 2010).